# Piano per gli insediamenti produttivi
Il piano per gli insediamenti produttivi in Italia è uno strumento urbanistico introdotto dalla legge 22 ottobre 1971, n. 865 al fine di agevolare la realizzazione di aree specializzate ad accogliere insediamenti produttivi.

## Scopi
Le finalità del piano sono:
- attuare le previsioni del Piano regolatore generale comunale per localizzare le attività produttive;
- regolamentare l'attività edificatoria nell'area interessata, razionalizzando la distribuzione e lo sviluppo delle attività produttive;
- consentire l'esproprio delle aree, la loro urbanizzazione e la vendita di tali lotti urbanizzati;
- favorire la progettazione organica di aree industriali;
- consentire la costruzione di opere di urbanizzazione in anticipo sugli interventi.